# Großensee (Holstein)
Großensee település Németországban, Schleswig-Holstein tartományban. Lakosainak száma 1786 fő (2023. december 31.). Großensee Rausdorf (Holstein), Brunsbek, Siek (Holstein), Hoisdorf, Lütjensee, Trittau és Grande községekkel határos.

## Népesség
A település népességének változása:
| Lakosok száma | 1403 | 1781 | 1767 | 1821 | 1856 | 1786 |
|               | 1975 | 2017 | 2019 | 2021 | 2022 | 2023 |